# Wanderson (football, 1994)
Pour les articles homonymes, voir Wanderson.
Wanderson Maciel Sousa Campos, abrégé Wanderson, né le 7 octobre 1994 à São Luís, est un footballeur belge et brésilien. Il évolue au poste d'attaquant au Cruzeiro EC.

## Carrière
Durant l'été 2013, Wanderson rejoint le Lierse SK pour deux ans. En octobre 2014, il est la cible de plusieurs clubs britanniques, notamment le Celtic Glasgow, West Ham et les Queens Park Rangers.
Durant l'été 2015, après la relégation de son club, il ne se présente pas lors de la pré-saison, malgré le fait que Lierse le considère toujours sous contrat. La FIFA donne finalement raison au joueur, qui est libre de s'engager où il le souhaite. Il signe en faveur de l'équipe réserve de Getafe, mais est rapidement promu avec l'équipe première. Après une saison, il signe au Red Bull Salzbourg pour trois ans.

## Statistiques
| Saison                | Club                  | Championnat           | Championnat | Championnat | Coupe(s) nationale(s) | Coupe(s) nationale(s) | Compétition(s) continentale(s) | Compétition(s) continentale(s) | Compétition(s) continentale(s) | Total | Total |
| Saison                | Club                  | Division              | M.          | B.          | M.                    | B.                    | Comp.                          | M.                             | B.                             | M.    | B.    |
| 2012-2013             | Beerschot Anvers      | Jupiler Pro League    | 6           | 0           | 0                     | 0                     | -                              | -                              | -                              | 6     | 0     |
| Sous-total            | Sous-total            | Sous-total            | 6           | 0           | 0                     | 0                     | -                              | -                              | -                              | 6     | 0     |
| 2013-2014             | Lierse SK             | Jupiler Pro League    | 27          | 2           | 2                     | 0                     | -                              | -                              | -                              | 29    | 2     |
| 2014-2015             | Lierse SK             | Jupiler Pro League    | 30          | 2           | 2                     | 0                     | -                              | -                              | -                              | 32    | 2     |
| Sous-total            | Sous-total            | Sous-total            | 57          | 4           | 4                     | 0                     | -                              | -                              | -                              | 61    | 4     |
| 2015-2016             | Getafe CF             | La Liga               | 20          | 0           | 1                     | 0                     | -                              | -                              | -                              | 21    | 0     |
| Sous-total            | Sous-total            | Sous-total            | 20          | 0           | 1                     | 0                     | -                              | -                              | -                              | 21    | 0     |
| 2016-2017             | Red Bull Salzbourg    | Bundesliga            | 20          | 3           | 3                     | 1                     | C1                             | 5                              | 1                              | 28    | 5     |
| Sous-total            | Sous-total            | Sous-total            | 20          | 3           | 3                     | 1                     | -                              | 5                              | 1                              | 28    | 5     |
| 2017-2018             | FK Krasnodar          | Premier-Liga          | 26          | 3           | 1                     | 0                     | C3                             | 4                              | 0                              | 31    | 3     |
| 2018-2019             | FK Krasnodar          | Premier-Liga          | 30          | 6           | 2                     | 0                     | C3                             | 10                             | 1                              | 42    | 7     |
| 2019-2020             | FK Krasnodar          | Premier-Liga          | 21          | 4           | -                     | -                     | C1+C3                          | 4+3                            | 0                              | 28    | 4     |
| 2020-2021             | FK Krasnodar          | Premier-Liga          | 21          | 2           | 1                     | 0                     | C1+C3                          | 5+2                            | 1                              | 29    | 3     |
| Sous-total            | Sous-total            | Sous-total            | 98          | 15          | 4                     | 0                     | -                              | 28                             | 2                              | 130   | 17    |
| Total sur la carrière | Total sur la carrière | Total sur la carrière | 201         | 22          | 12                    | 1                     | -                              | 33                             | 2                              | 246   | 25    |

## Palmarès
Red Bull Salzbourg
- Championnat d'Autriche : 2017.
- Coupe d'Autriche : 2017.

## Vie privée
Il est le fils de Wamberto, ancien joueur professionnel, notamment au RFC Sérésien, au Standard de Liège et à l’Ajax Amsterdam, et le frère de Danilo, également joueur de football.